# ALSEP

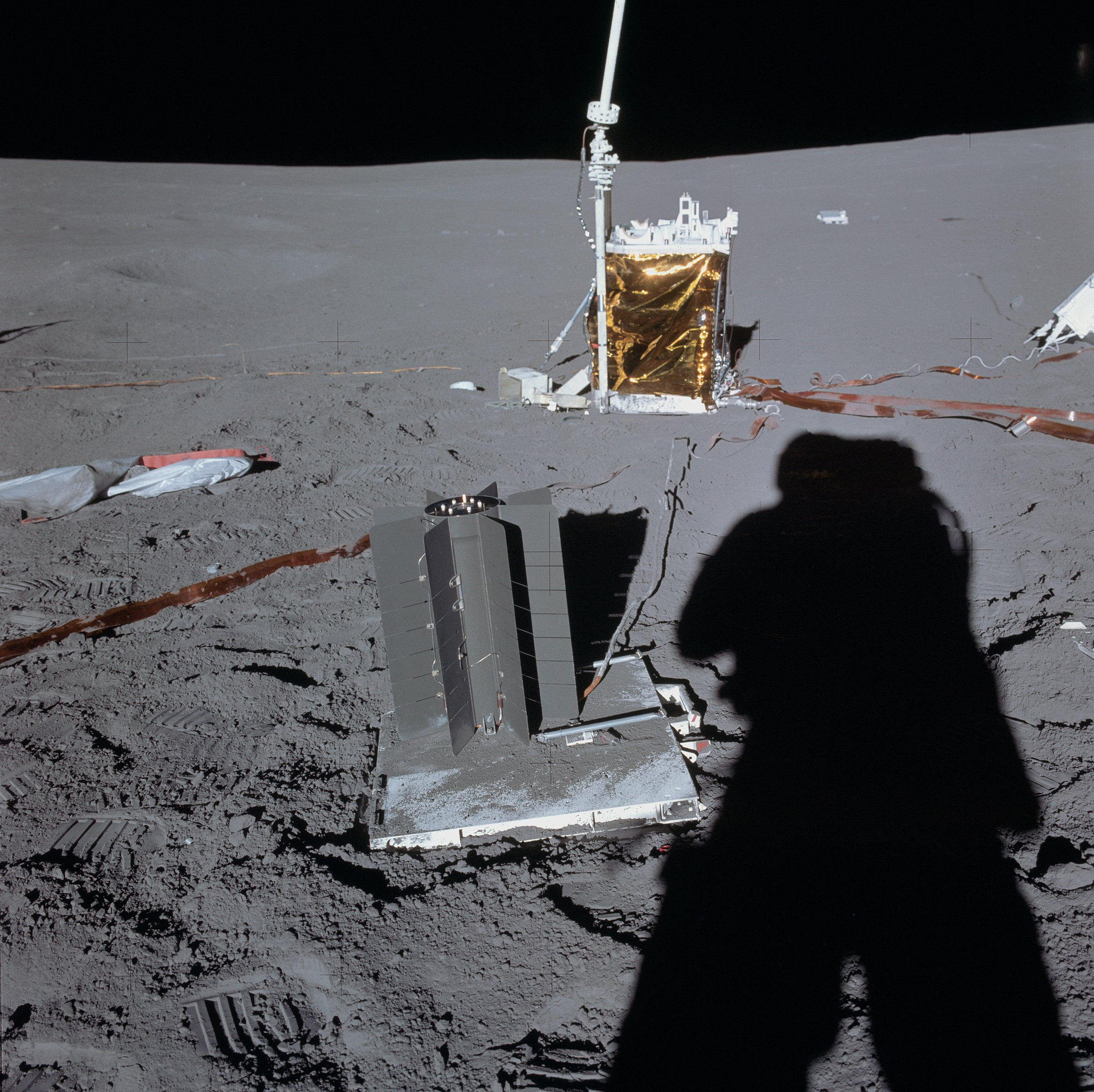
ALSEP

Apollo Lunar Surface Experiments Package (ALSEP, v překladu Apollo – balíček k provádění pokusů na měsíčním povrchu) byly soupravy vědeckých přístrojů, instalovaných posádkami programu Apollo na povrchu Měsíce. Různými variantami této soupravy byly vybaveny posádky Apolla 12 až 17. Apollo 11 bylo vybaveno jen zmenšenou variantou EASEP (Early Apollo Scientific Experiments Package).
Jednalo se o malou síť přístrojů, které byly připojeny kabely k centrální stanici, jež zajišťovala jejich řízení a spojení se Zemí. K napájení sloužil společný radioizotopový termoelektrický generátor. Část přístrojů pracovala od instalace posádkami až do roku 1977, kdy byly řídícím střediskem vypnuty.

## Vybavení jednotlivých výprav

### Tabulka
| Modul                                                   | Apollo 11        | Apollo 12 | Apollo 14        | Apollo 15  | Apollo 16 | Apollo 17        |
| ------------------------------------------------------- | ---------------- | --------- | ---------------- | ---------- | --------- | ---------------- |
| CS - centrální jednotka                                 | -                | OK        | OK               | OK         | OK        | OK               |
| RTG - radioizotopový termoelektrický generátor          | -                | OK        | OK               | OK         | OK        | OK               |
| RTG Cask - palivo do RTG                                | -                | OK        | OK               | OK         | OK        | OK               |
| LRRR - koutový odražeč                                  | OK               | -         | OK               | OK         | -         | -                |
| PSEP - pasivní seismograf s vlastním zdrojem            | pracoval 3 týdny | -         | -                | -          | -         | -                |
| PSE - pasivní seismograf                                | -                | OK        | OK               | OK         | OK        | -                |
| LSM - magnetometr                                       | -                | OK        | -                | OK         | OK        | -                |
| SWS - solární spektrometr                               | -                | OK        | -                | -          | -         | -                |
| SIDE - iontový detektor                                 | 0                | OK        | OK               | OK         | 0         | 0                |
| CCIG - měření tlaku atmosféry                           | -                | OK        | OK               | OK         | -         | -                |
| ASE - aktivní seismograf (s výbušninami)                | -                | -         | Částečně úspěšné | -          | OK        | -                |
| CPLEE - měřič toku iontů                                | -                | -         | OK               | -          | -         | -                |
| HFE - zavrtané teploměry                                | -                | -         | -                | Nedovrtané | porucha   | OK               |
| LACE - složení atmosféry                                | -                | -         | -                | -          | -         | OK               |
| LEAM - detektor mikrometeoritů a produktů jejich dopadu | -                | -         | -                | -          | -         | Nejasný výsledek |
| LSPE - Aktivní seismograf                               | -                | -         | -                | -          | -         | OK               |
| LSG - gravimetr                                         | -                | -         | -                | -          | -         | Chyba            |